# Mészöly Ágnes
Mészöly Ágnes (Budapest, 1971. március 1. –) író, költő, pedagógus.

## Életpályája
1971-ben született, Pestszentlőrincen nőtt fel. A Steinmetz Miklós Gimnáziumban szerzett érettségi után egy évet az utolsó hónapjait élő Nyugat-Németországban dolgozott, majd a Nemzetközi Pető Intézetben szerzett konduktori diplomát. A kétezres évek elején kezdett írással foglalkozni, a Pázmány Péter Katolikus Egyetem Vitéz János Tanárképző Központ (PPKE VJTK) kommunikáció szaka és a MÚOSZ újságíróiskolájának elvégzése után alkotta meg első, Sünimanó című meseregényét, de néhány éven keresztül az irodalmi tevékenységgel párhuzamosan dolgozott konduktorként és fejlesztő pedagógusként is. Jelenleg is Pestszentlőrincen él férjével és négy gyerekével. Főként meséket, ifjúsági regényeket ír, ritkábban online újságokba vagy nyomtatott periodikákba.

## Művei
- Megrajzolt gyilkosságok; Prae, Budakeszi, 2022
- A sünimentő akció; Pagony, Budapest, 2022 (Most én olvasok!)
- A lila boríték; Móra, Budapest, 2022 (Már tudok olvasni)
- Barni titkos barátai; Pagony, Budapest, 2022
- Levendula és a varázsmacska; ill. Takács Viktória; Pagony, Budapest, 2021 (Most én olvasok!)
- Uborkából szalámi; ill. Takács Viktória; Pagony, Budapest, 2021
- Márta evangéliuma; Prae, Budakeszi, 2021
- Fekete nyár. Regény; Tilos az Á Könyvek, Budapest, 2020
- A kupolák titka; Cerkabella, Szentendre, 2020
- A királyné violája; Pagony, Budapest, 2020 (Abszolút töri)
- Róka útra kel; ill. Hanga Réka; Cerkabella, Szentendre, 2019 (Betűzgető könyvek)
- A fiú, akit elvarázsolt a zene; ill. Bertóthy Ágnes; Naphegy, Budapest, 2019
- Mészöly Ágnes–Molnár T. Eszter: Az Emberek Országa. Kalaallit Nunaat; Tilos az Á Könyvek, Budapest, 2019
- Rókabérc, haláltúra; Prae.hu, Budapest, 2018
- Slutty az űrből; ill. Rubik Anna; Pagony, Budapest, 2018
- Vágod? (Ellenpontok sorozat) 2018; Menő Könyvek
- Szabadlábon (ifjúsági regény) 2016; Tilos az Á Kiadó
- Ez egy ilyen nap (Riportmesekönyv, illusztrálta Paulovkin Boglárka) 2016; Naphegy Kiadó
- Akik gyerekek maradnak (társszerző: Papp-Für János, illusztrációk: Bódi Kati) 2016; Magyar Napló Kiadó
- Hanga és Várkony III. – Várkony és a könyvtár réme (krimisorozat kiskamaszoknak, harmadik rész, Jósa Belmont Tamás illusztrációival) 2016; Cerkabella kiadó
- Hanga és Várkony – Hanga és a lényegrabló (krimisorozat kiskamaszoknak, első rész, Jósa Belmont Tamás illusztrációival) 2015; Cerkabella kiadó
- Sünimanó, 2. Kiadás (meseregény, Csíkszentmihályi Berta illusztrációival) 2015; Cerkabella kiadó
- Hanga és Várkony II. – Tavaszi Divatőrület (krimisorozat kiskamaszoknak, második rész, Jósa Belmont Tamás illusztrációival) 2015; Cerkabella kiadó
- Darwin-játszma (Lélektani regény kamaszoknak) 2014; Móra kiadó
- Barni és az unatkozóművész (mese) Érik a nyár (vakációs meseantológia) 2013; Cerkabella
- Ballada az egyszerű kis vacsorákhoz (vers) Tejbegríz (gasztroantológia) 2013; Cerkabella kiadó
- Hófehér Karácsony 2013; (mesekönyv Rofusz Kinga illusztrációival Cerkabella kiadó)
- Aang Legendája – Negyedik Könyv, Levegő (fanfiction), 2011; Koppány és Társa, kereskedelmi forgalomban nem terjesztett
- December (mese), Elfelejtett lények boltja (karácsonyi meseantológia) 2011; Cerkabella
- Mese az elveszett Elekről (és Benőről); Babmese (mese), Nini Néni és a többiek (meseantológia) 2010; Egmont
- Heaven Consulting (regény), 2008; Noran
- Sünimanó (meseregény, Ruttkai Bori illusztrációival), 2006; Noran
- Alkonyatok (meseregény-részlet), 2005; Új Forrás
- Harry Péter és a Kupolákok (mesenovella), 2002; Új Forrás